# Стефанешти
Стефанéшти — вузлова дільнична залізнична станція Івано-Франківської дирекції Львівської залізниці на перетині неелектрифікованих ліній Біла-Чортківська — Стефанешти — Коломия та Стефанешти — Лужани. Розташована в селі Степанівка Чернівецького району Чернівецької області.
Від станції Стефанешти відгалужуються лінії у трьох напрямках: на Коломию, Тернопіль та Чернівці.

## Історія
Станція відкрита 1890 року.

## Пасажирське сполучення
На станції зупиняються поїзди приміського та далекого сполучення.
| Рух поїздів по станції Стефанешти |                       |                                   |
| №                                 | Маршрут сполучення    | Періодичність курсування          |
| Далеке сполучення                 |                       |                                   |
| 57 «Гуцульщина»                   | Київ — Ворохта        | Щоденно                           |
| 58 «Гуцульщина»                   | Ворохта — Київ        | Щоденно                           |
| Приміське сполучення              |                       |                                   |
| 6451                              | Заліщики — Коломия    | Щоденно                           |
| 6452                              | Коломия — Заліщики    | Щоденно                           |
| 957/958                           | Стефанешти — Чернівці | Скасований з 18 березня 2020 року |

На сусідній станції Заліщики (за 10,9 км) є можливість здійснити пересадку на дизель-поїзди сполученням Заліщики — Тернопіль. 